# آیرتون سنا

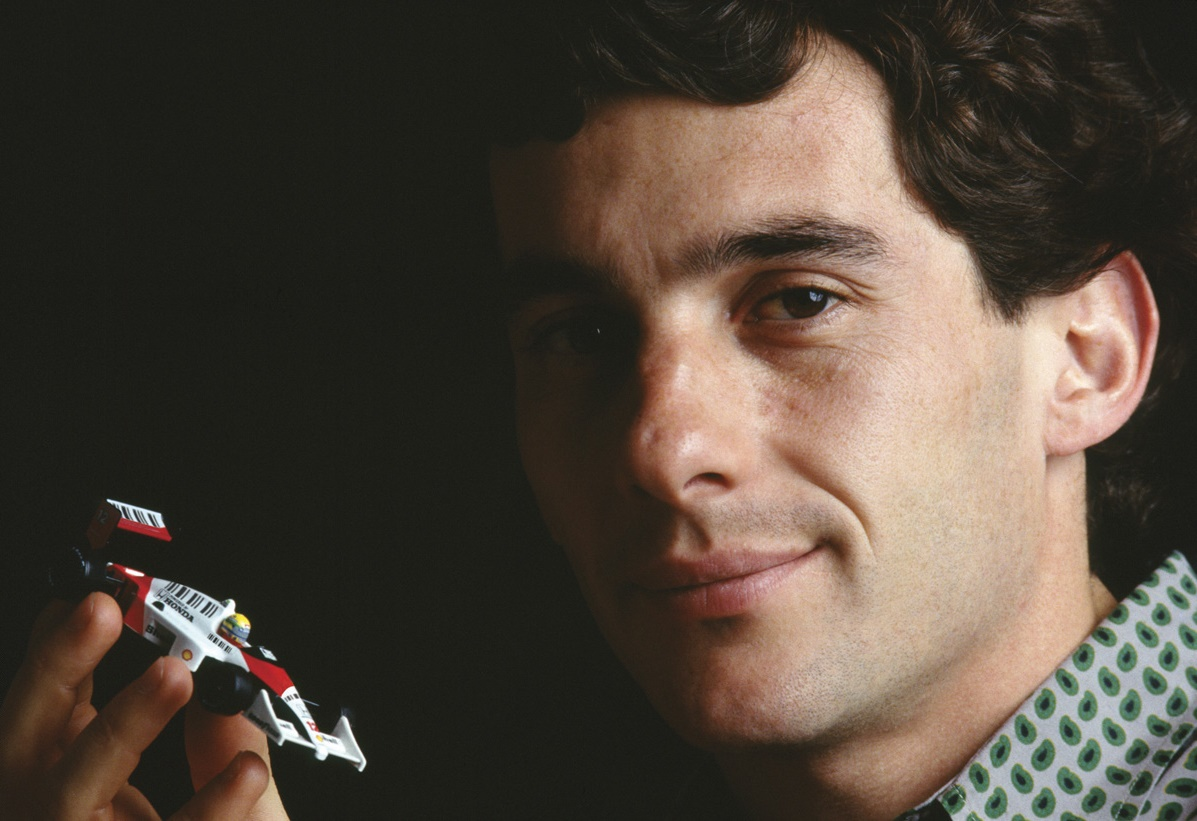

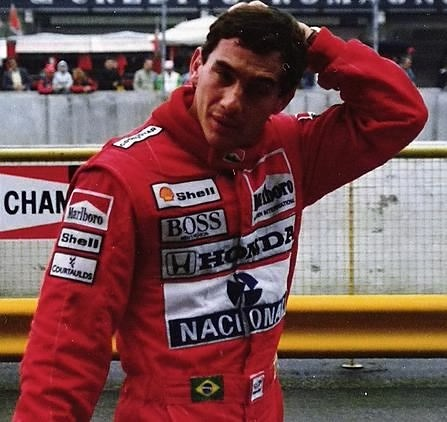
سنا

آیرتون سنا ((به پرتغالی: Ayrton Senna da Silva)؛ ۲۱ مارس ۱۹۶۰ - ۱ مه ۱۹۹۴) قهرمان نامی مسابقات فرمول یک اهل کشور برزیل و قهرمان سه دوره مسابقات فرمول یک بود.
سنا کار خود را از کارتینگ آغاز کرد و در سال ۱۹۸۱ به بخش «Open-wheel» رفت. در سال ۱۹۸۳ قهرمان فرمول ۳ بریتانیا شد. وی یک سال پس از قهرمانی‌اش برای نخستین بار با «تولمان-هارت» در فرمول یک شرکت کرد. او در همان سال به تیم «لوتوس-رنو» پیوست توانست و در سه فصل، شش گراندپری را به دست آورد.
سال ۱۹۸۸ بود که وی به تیم «مک‌لارن-هوندا» و آلن پروست پیوست. در آن سال، او و پروست از شانزده گرندپری فصل، پانزده قهرمانی را به دست آوردند و سنا توانست برای نخستین بار عنوان قهرمانی دنیا را به دست آورد. پس از یک فصل، پروست توانست عنوان قهرمانی را به دست آورد؛ اما سنا در سال‌های ۹۰ و ۹۱ باز هم قهرمان شد. سال ۱۹۹۲ بود که تیم‌های ویلیامز و رنو، تیمی را به عنوان «ویلیامز- رنو» تشکیل دادند و پادشاهی خود را بر فرمول یک آغاز کردند. سنا در فصل ۱۹۹۳ نایب‌قهرمان شد و پس از آن مذاکره‌هایی را برای پیوستن به ویلیامز آغاز کرد.
وی بیش‌ترین سرعت را در میان رانندگان در یک دور به دست آورده و در سال‌های ۱۹۸۹ تا ۲۰۰۶، بیش‌ترین آمار Pole Position را به نام خود نوشته است. او در شرایط بارانی بسیار تندتر از دیگران رانندگی می‌کرد که می‌توان به «گراندپری موناکو» سال ۱۹۸۴، «گرندپری پرتغال» سال ۱۹۸۵ و «گرندپری اروپا» در سال ۱۹۹۳ اشاره کرد.
وی هم‌چنین با بردن شش عنوان، رکورددار بیش‌ترین برد در گرندپری موناکو است و سومین راننده موفق تاریخ در بردن مسابقه‌ها به شمار می‌آید.
سنا مجبور شد چندین بار در دادگاه حاضر شود، به ویژه هنگامی که با «آلن پروست» هم‌تیمی بود. چه در سال ۱۹۸۹ که پروست قهرمان شد و چه در سال ۱۹۹۰ که سنا قهرمانی را به چنگ آورد، اتوموبیل‌های آن‌ها در پیست ژاپن با یکدیگر برخورد داشتند.

## روزهای آغازین زندگی و کار

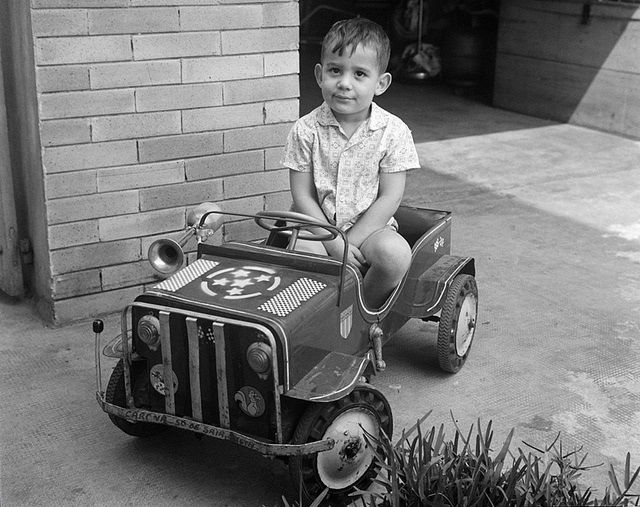
آیرتون سنا در دوران کودکی

سنا در شهر «سانتانا» که در همسایگی «سائوپائولو» قرار دارد، زاده شد. پدر او، «میلتون دا سیلوا»، دارای زمین بسیار و فردی توانگر بود و مادر وی، «نیده سنا دا سیلوا» است که تیره‌ای ایتالیایی دارد. سنا در سال‌های آغازین زندگیش بسیار ورزشکار بود، در ژیمناستیک و ورزش‌های دیگر به خوبی پیشرفت کرد و به موتورسواری و رانندگی علاقه بسیاری نشان می‌داد. نخستین اتوموبیل سنا، یک HP go-kart کوچک بود که پدرش آن را با به کارگیری موتور یک ماشین چمن‌زنی ساخت. سنا در سیزده سالگی در مسابقه‌های کارتینگ شرکت کرد و در سال ۱۹۷۷، توانست قهرمان بازی‌های کارت در جنوب قاره آمریکا شود. او در سال‌های ۱۹۷۸ تا ۱۹۸۲ هر سال در مسابقه‌های کارتینگ قهرمانی جهان شرکت کرد که در سال ۱۹۷۹ و ۱۹۸۰ توانست عنوان نایب‌قهرمانی را به دست بیاورد.
در سال ۱۹۸۱، سنا برای رانندگی در کلاس Single-seat به انگلیس رفت و در آن‌جا با تیم Van Diemen، جایزه‌های RAC و Townsend-Thoreson Formula Ford را برد. اما این موفقیت‌ها، سنا را برای ادامه کارش قانع نکرد. در پایان فصل و بر اثر فشارهای خانواده برای پیوستن به آن‌ها، وی به برزیل بازگشت. اما پیش از بازگشت، یکی از تیم‌هایی که در Formula Ford 2000 شرکت داشت، به وی پیشنهادی ۱۰۰۰۰ پوندی داده بود. پس از بازگشت به برزیل بود که تصمیم گرفت این پیشنهاد را بپذیرد و به همین دلیل دوباره به انگلیس برگشت. به این دلیل که سیلوا در برزیل نام بسیار متداولی است، او تصمیم گرفت تا خود را با نام مادرش یعنی سنا بشناساند. سنا با همین نام برای قهرمانی سال ۱۹۸۲ و در جام Formula Ford 2000 شرکت کرد.
در ۱۹۸۳، سنا با تیم West Surrey Racing در مسابقه‌های British Formula Three Championship شرکت کرد. او در نیم فصل نخست بازی‌ها حکم‌رانی می‌کرد تا این که مارتین باندل که با اتوموبیلی یکسان برای تیم Eddie Jordan Racing رانندگی می‌کرد، در نیم فصل دوم فاصله‌اش را با سنا کم کرد. سنا در پایان فینال در یک رقابت نزدیک و نفس‌گیر توانست جام را ببرد. در نوامبر همان سال، وی به همراه تدی ییپ که دارنده تیم Theodore Racing Team بود، در مراسم تحلیف در Macau Formula 3 Grand Prix جایزه‌اش را دریافت کرد.
از نکات جالب برای او این بود که در گرندپری ۱۹۹۳ که بخاطر اسپانسر شدن شرکت سگا برای تبلیغ سونیک بود. جایزهٔ ویژه‌ای قرار بود داده شود که بعد از برد سنا به علت باران شدید هیچ‌کس متوجه نشد چه جایزه‌ای به سنا رسیده ولی گفته می‌شود این جایزه به قدری مهم بود که سنا توانست با ان امکانات لازم برای ایجاد شرکتی به نام tec toy که محصول ان سال‌های سگا یعنی مگادرایو بود را فراهم آورد.

## مرگ
در جایزه بزرگ سان مارینو ۱۹۹۴، هنگامی که آیرتون سنا پیشتاز بود، در پیچ تامبورلو پیست ایمولا تصادفی سنگین کرد و کشته شد.

## جستار‌های وابسته
- فرمول یک
- خوان مانوئل فانخیو
- فهرست پیروزی‌های آیرتون سنا در مسابقات جایزه بزرگ فرمول یک